# Vůz Btax781 ČD
Přípojný vůz řady Btax781 (dříve řada 011) byl přípojný vůz Českých drah zamýšlený pro přepravu na neelektrizovaných lokálních tratích s motorovými vozy řady 811, avšak ze sériové výroby motorových vozů sešlo a byly vyrobeny pouze dva kusy. Jejich provoz skončil pravděpodobně v roce 2019. První vůz (č. 801) byl upraven na řadu Bdtax785, druhý vůz (č. 802) byl odstaven a pravděpodobně odvezen ke šrotaci.

## Popis vozu

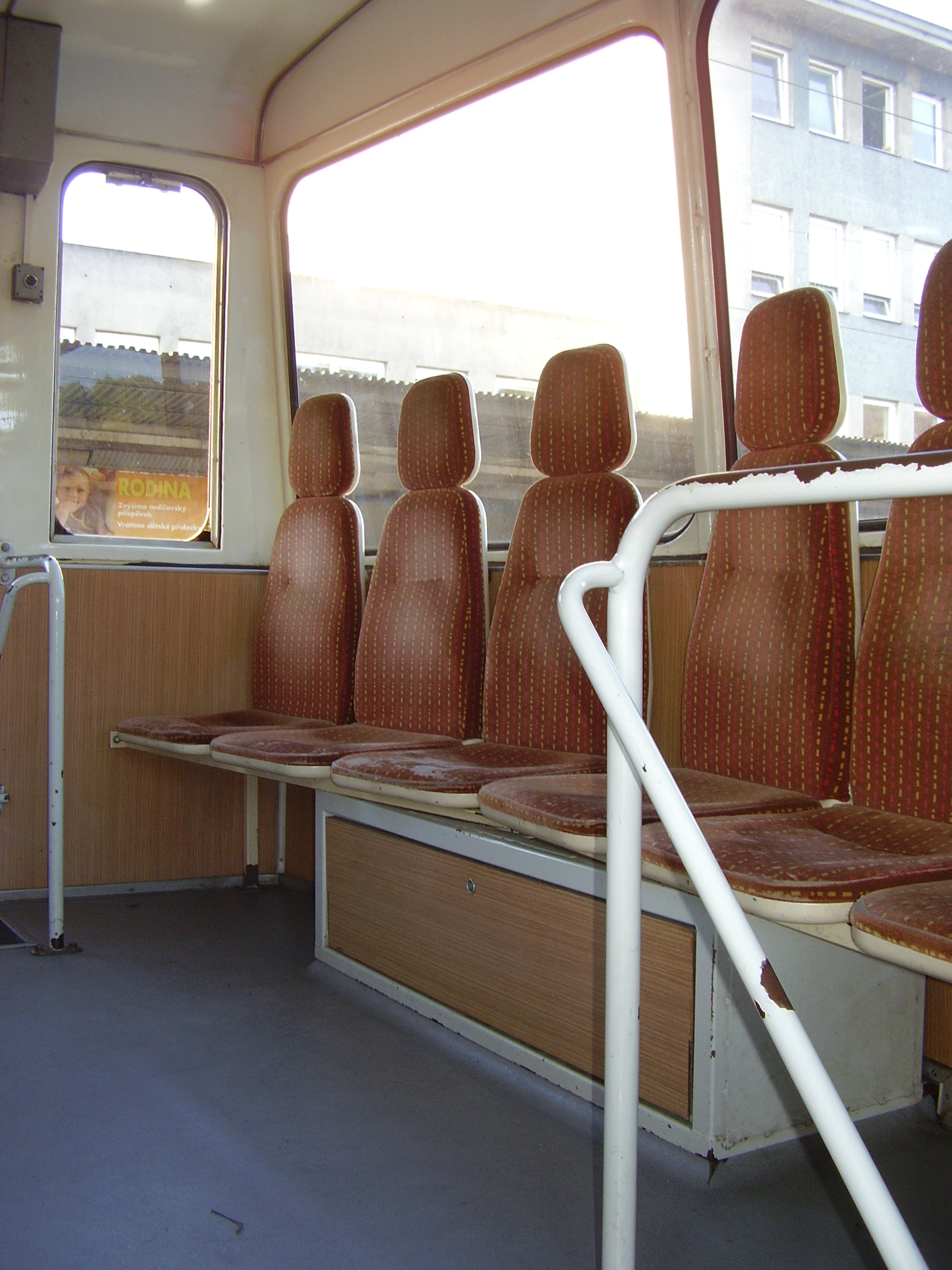
Interiér zadní části vozu řady 011

Vůz zvenčí vypadá prakticky stejně jako jeho předchůdce řady 010. Největší změny byly provedeny v interiéru výměnou sedaček za sedačky dělené s látkovými potahy a opěrkami hlavy. Bylo zvoleno uspořádání 2+3. Bylo také modernizováno WC a také byla dosazena tónovaná skla. Vozům byla ponechána původní inventární čísla. Bylo také namontováno průchozí řídicí vedení a napájecí potrubí.